# Eugénie Le Sommer
Eugénie Le Sommer (Grasse, 18 mei 1989) is een Franse voetbalspeelster die sinds 2010 uitkomt voor Olympique Lyonnais. Ze komt sinds 2009 ook uit voor het Frans vrouwenelftal.

## Clubcarrière
Le Sommer maakte in 2007 haar debuut in de Division 1 Féminine bij Stade Briochin. Tijdens het seizoen 2009/2010 werd Le Sommier topschutter in de Division 1 Féminine en werd ze ook uitgeroepen tot Frans speelster van het jaar. In de zomer van 2010 maakte ze de overstap naar Olympique Lyonnais. In haar debuutseizoen voor Olympique Lyonnais was Le Sommer meteen goed voor 28 doelpunten in 33 wedstrijden. Mede dankzij haar doelpunten werd Olympique Lyonnais voor de vijfde opeenvolgende keer kampioen van Frankrijk. Bijkomend won Olympique Lyonnais ook nog voor de eerste maal in hun bestaan de UEFA Women's Champions League. In de finale waren ze met 2-0 te sterk voor 1. FFC Turbine Potsdam. Ook in het seizoen 2011/2012 won Le Sommer met Olympique Lyonnais zowel de Franse landstitel als de UEFA Women's Champions League. Bijkomend won Olympique Lyonnais ook nog de Franse beker. Individueel werd Le Sommer zowel de topschutter in de Division 1 Féminine als in de UEFA Women's Champions League.
In november 2012 nam Olympique Lyonnais deel aan de eerste editie van de Wereldbeker voetbal voor clubteams. In de finale waren ze te sterk voor het Japanse INAC Kobe Leonessa. Olympique Lyonnais werd opnieuw kampioen van Frankrijk. Ook in de 7 daaropvolgende seizoenen werd Le Sommer met Olympique Lyonnais steeds kampioen van Frankrijk. Vanaf het seizoen 2015/2016 tot het seizoen 2018/2019 was Olympique Lyonnais ook telkens de beste in UEFA Women's Champions League.

## Clubstatistieken
| Club               | Seizoen         | Competitie | Competitie | Beker | Beker | Europees | Europees | Totaal | Totaal |
| Club               | Seizoen         | Wed.       | Goals      | Wed.  | Goals | Wed.     | Goals    | Wed    | Goals  |
| ------------------ | --------------- | ---------- | ---------- | ----- | ----- | -------- | -------- | ------ | ------ |
| Stade Briochin     | 2007–08         | 22         | 4          | 1     | 0     | 0        | 0        | 23     | 4      |
| Stade Briochin     | 2008–09         | 21         | 10         | 3     | 2     | 0        | 0        | 24     | 12     |
| Stade Briochin     | 2009–10         | 22         | 19         | 2     | 3     | 0        | 0        | 24     | 22     |
| Stade Briochin     | Total           | 65         | 33         | 6     | 5     | 0        | 0        | 71     | 38     |
| Olympique Lyonnais | 2010–11         | 20         | 17         | 4     | 6     | 9        | 5        | 33     | 28     |
| Olympique Lyonnais | 2011–12         | 21         | 22         | 5     | 5     | 9        | 9        | 35     | 36     |
| Olympique Lyonnais | 2012–13         | 20         | 20         | 6     | 10    | 9        | 1        | 35     | 31     |
| Olympique Lyonnais | 2013–14         | 19         | 15         | 5     | 1     | 4        | 1        | 28     | 17     |
| Olympique Lyonnais | 2014–15         | 22         | 29         | 5     | 4     | 4        | 5        | 31     | 38     |
| Olympique Lyonnais | 2015–16         | 18         | 10         | 5     | 9     | 9        | 5        | 32     | 24     |
| Olympique Lyonnais | 2016–17         | 19         | 20         | 4     | 3     | 9        | 6        | 32     | 29     |
| Olympique Lyonnais | 2017–18         | 20         | 17         | 6     | 12    | 8        | 4        | 34     | 33     |
| Olympique Lyonnais | 2018–19         | 18         | 13         | 5     | 2     | 8        | 6        | 31     | 21     |
|                    | Totaal          | 177        | 163        | 45    | 52    | 69       | 42       | 291    | 257    |
| Carrière totaal    | Carrière totaal | 242        | 196        | 51    | 57    | 69       | 42       | 362    | 295    |

Laatste update: 8 jun 2019

## Interlandcarrière
In 2006 nam Le Sommer voor het eerst met het Franse nationale U19-team deel aan het EK, en speelde ze in de finale.
Le Sommer speelt sinds 12 februari 2009 voor het Franse nationale team toen ze mocht invallen in een interland tegen Ierland. Later dat jaar maakte Le Sommer deel uit van de Franse selectie voor het EK in Finland. Frankrijk kon zich kwalificeren voor de kwartfinale, waar ze, na strafschoppen, werden uitgeschakeld door Nederland. Le Sommer speelde mee in alle wedstrijden.
Op de WK 2011 eindigde Le Sommer met Frankrijk op de vierde plaats, na verlies in de troosting tegen Zweden. In 2012 maakte Le Sommer ook deel uit van de Franse selectie voor de Olympische Spelen in Londen. Opnieuw eindigde Frankrijk op de vierde plaats. Le Sommer kon op het Olympisch toernooi 1 maal scoren (in de halve finale tegen Japan).
Tijdens het Wereldkampioenschap voetbal vrouwen 2015 kon Le Sommer drie keer scoren. Het Frans voetbalelftal sneuvelde dit keer in de kwartfinale na verlies na strafschoppen tegen Duitsland. In 2016 nam Le Sommer een tweede keer deel aan de Olympische Spelen. Frankrijk kwam dit keer niet verder dan de kwartfinale, waarin ze verloren van Canada.
Op de WK in eigen land in 2019 maakte Le Sommer de openingstreffer, in de 9e minuut van de openingswedstrijd tegen Zuid-Korea.

## Interlandstatistieken
| Jaar   | Caps | Doelpunten |
| ------ | ---- | ---------- |
| 2009   | 16   | 3          |
| 2010   | 11   | 5          |
| 2011   | 20   | 7          |
| 2012   | 20   | 10         |
| 2013   | 16   | 10         |
| 2014   | 14   | 4          |
| 2015   | 19   | 13         |
| 2016   | 14   | 6          |
| 2017   | 17   | 6          |
| 2018   | 9    | 9          |
| 2019   | 4    | 2          |
| Totaal | 160  | 75         |

Laatste update: 8 jun 2019

## Erelijst

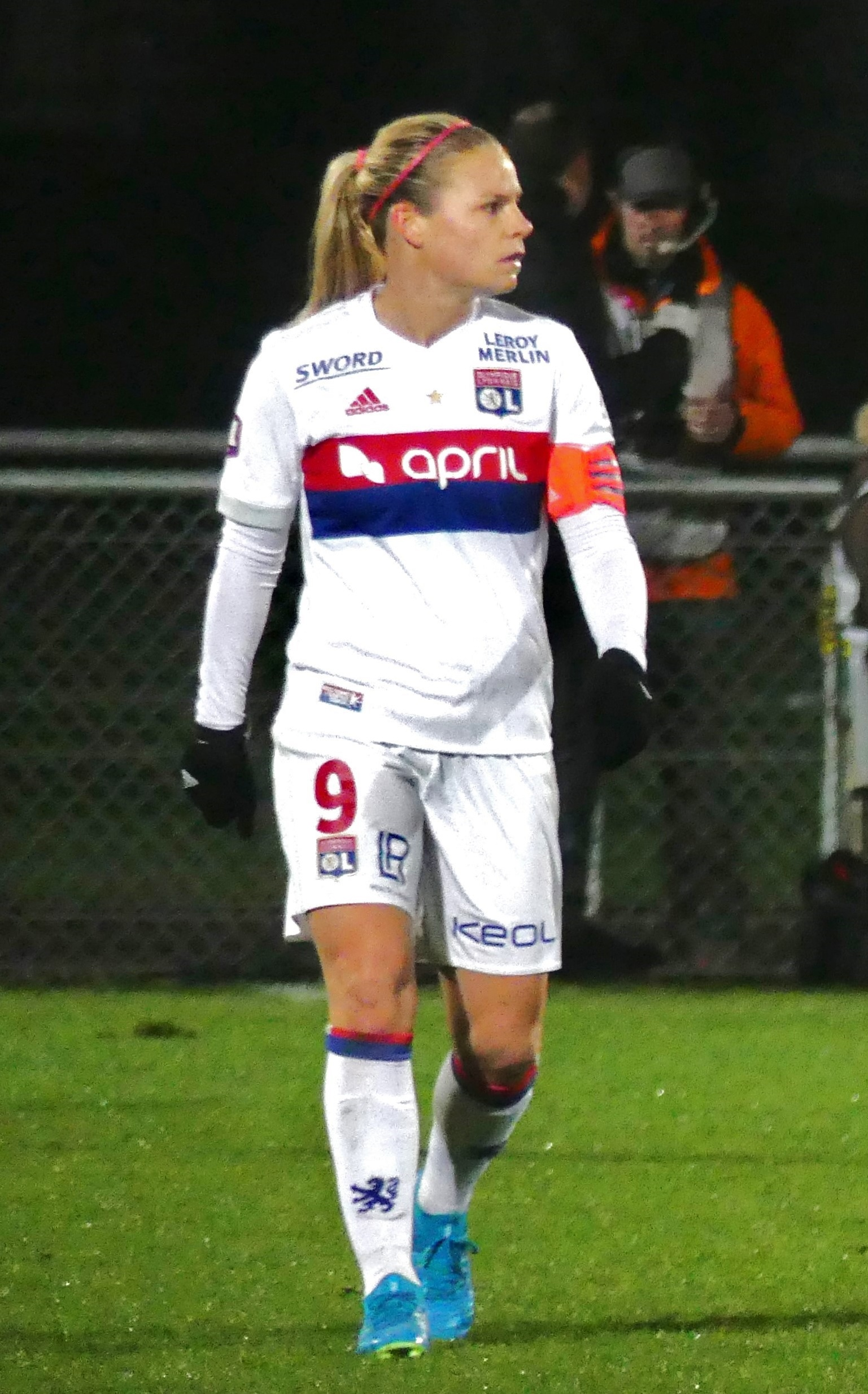
Le Sommer in 2018

### Clubcarrière
Olympique Lyonnais
- Frans landskampioen

2010/11, 2011/12, 2012/13, 2013/14, 2014/15, 2015/16, 2016/17, 2017/18, 2018/19
- Frans bekerwinnaar

2011/12, 2012/13, 2013/14, 2014/15, 2015/16, 2016/17, 2018/19
- UEFA Women's Champions League

2010/11, 2011/12, 2015/16, 2016/17, 2017/18, 2018/19
- Wereldkampioen

2012
- Valais Women's Cup

2012

### Interlandcarrière
Frankrijk
- Cyprus Women's Cup

2012, 2014
- SheBelieves Cup

2017

### Individuele prijzen
- Frans voetbalster van het jaar

2010, 2015
- Topschutter Division 1 Féminine

2009/10, 2011/12, 2016/17
- Topschutter UEFA Women's Champions League

2011/12
- All-Star team WK voetbal
- 2015

## Privé
Le Sommer komt uit een gezin van zeven kinderen, haar vader is een gepensioneerde politieman, haar moeder speelde ook voetbal.